# قضیه استنتاج
قضیۀ استنتاج (به انگلیسی: Deduction theorem) یک متاتئوری در منطق مرتبه اول است.
اگر {\displaystyle \Gamma \cup \{A\}} مجموعه‌ای از گزاره‌ها باشد، {\displaystyle \Gamma \cup \{A\}\vdash B} اگر و فقط اگر {\displaystyle \Gamma \vdash A\to B}
به بیان دیگر اگر {\displaystyle \Gamma } مجموعه‌ای از گزاره‌ها باشد و {\displaystyle A} و {\displaystyle B} دو گزاره باشند، آنگاه اگر {\displaystyle \Gamma ,A\vdash B} آنگاه {\displaystyle \Gamma \vdash A\to B} و برعکس.
در حالت خاص اگر {\displaystyle \Gamma =\emptyset } باشد، {\displaystyle A\vdash B} بیان می‌کند {\displaystyle \vdash A\to B}. توضیح آنکه در این حالت گزارۀ {\displaystyle A\to B} بدون هیچ فرضی، تنها با استفاده از اصول نتیجه می‌شود.
اثبات طرف برگشت واضح است. در اثبات رفت از استقرا بر طول برهان برای اثبات {\displaystyle \Gamma \vdash A\to B} استفاده می‌کنیم. 